# مرجع بین‌المللی هواکره
مرجع بین‌المللی هواکره کمیته پژوهش فضایی یک مدل آزمایشی از هواکره زمین است. این مدل از گروهی از جدول‌های میانگین فشار هوا، فرازا و دما پدید می‌آید. مدل‌های مرجع بین‌المللی هواکره کمیته پژوهش فضایی، توسط کمیته پژوهش فضایی توسعه داده می‌شوند و برای برنامه‌ریزی پروازهای فضایی، مهم هستند.

## تاریخچه
مشخص شده بود که به دلیل کمبود اطلاعات از بخش بالایی هواکره، تعیین مدار و برنامه‌ریزی پرواز فضایی نخستین ماهواره‌ها بسیار پیچیده‌تر از انتظار است؛ بنابراین کمیته پژوهش فضایی، پروژه طولانی و پایداری تعریف کرد تا مدل مرجع برای مهمترین پارامترهای لایه‌های بالای هواکره را با دقت، شرح دهد. نخستین مدل آزمایشی از هواکره زمین در سال ۱۹۶۱ (میلادی) ارائه شد. نام این مدل، CIRA 1961 بود که از مجموعه‌ای از جدول‌های بازنگری‌شده سالانه توسط گروه کاری ویژه آن ساخته شده بود.

## امروز
امروزه CIRA 1986 محدوده فرازای بالاتر از ۱۲۰ کیلومتر را پوشش می‌دهد. در فرازای بیش از ۱۰۰ کیلومتر هواکره، مدل CIRA 1986 بسیار شبیه مدل پیچیده‌تر NASA MSIS-86 اداره کل ملی هوانوردی و فضا (ناسا) است. همه این مدل‌ها در اینترنت در دسترس هستند. گروه کاری ویژه مدل آزمایشی از هواکره، داده تازه بیشتر را در نشست‌های دوسالانه مرتبط با کمیته پژوهش فضایی، در نظر می‌گیرد.